# Deutsche Meisterschaften im Inline-Speedskating 2014
Die Bahnwettkämpfe wurden in Groß-Gerau, der Halbmarathon in Hattingen und der Marathon in Bielefeld ausgetragen.

## Frauen
| Distanz              | Gold                                      | Silber                                    | Bronze                         |
| Bahn                 | Bahn                                      | Bahn                                      | Bahn                           |
| -------------------- | ----------------------------------------- | ----------------------------------------- | ------------------------------ |
| 300 m Einzelsprint   | Laethisia Schimek SV Blau-Gelb Groß-Gerau | Alisa Gutermuth ERSG Darmstadt            | Sabine Berg RSV Blau-Weiß Gera |
| 500 m Sprint         | Laethisia Schimek SV Blau-Gelb Groß-Gerau | Sabine Berg RSV Blau-Weiß Gera            | Alisa Gutermuth ERSG Darmstadt |
| 1000 m Massenstart   | Sabine Berg RSV Blau-Weiß Gera            | Laethisia Schimek SV Blau-Gelb Groß-Gerau | Katharina Rumpus SSF Heilbronn |
| 5000 m Punkte        | Katharina Rumpus SSF Heilbronn            | Sabine Berg RSV Blau-Weiß Gera            | Tina Strüver SV Turbine Halle  |
| 10000 m Punkte-Auss. | Sabine Berg RSV Blau-Weiß Gera            | Katharina Rumpus SSF Heilbronn            | Alisa Gutermuth ERSG Darmstadt |
| Langstrecke          |                                           |                                           |                                |
| Halbmarathon         | Alisa Gutermuth ERSG Darmstadt            | Sabine Berg RSV Blau-Weiß Gera            | Katja Ulbrich Bayreuther TS    |
| Marathon             | Katja Ulbrich Bayreuther TS               | Tina Strüver SV Turbine Halle             | Sabine Berg RSV Blau-Weiß Gera |

## Männer
| Distanz              | Gold                                     | Silber                                   | Bronze                                   |
| Bahn                 | Bahn                                     | Bahn                                     | Bahn                                     |
| -------------------- | ---------------------------------------- | ---------------------------------------- | ---------------------------------------- |
| 300 m Einzelsprint   | Etienne Ramali SV Blau-Gelb Groß-Gerau   | Denis Dressel RSV Blau-Weiß Gera         | Matthias Schwierz Arena Geisingen        |
| 500 m Sprint         | Etienne Ramali SV Blau-Gelb Groß-Gerau   | Matthias Schwierz Arena Geisingen        | Tobias Hecht RSV Blau-Weiß Gera          |
| 1000 m Massenstart   | Felix Rijhnen ERSG Darmstadt             | Etienne Ramali SV Blau-Gelb Groß-Gerau   | Tobias Hecht RSV Blau-Weiß Gera          |
| 10000 m Punkte       | Felix Rijhnen ERSG Darmstadt             | Philipp Forstner SV Blau-Gelb Groß-Gerau | Thimo Kießlich ERSG Darmstadt            |
| 10000 m Punkte-Auss. | Felix Rijhnen ERSG Darmstadt             | Thimo Kießlich ERSG Darmstadt            | Philipp Forstner SV Blau-Gelb Groß-Gerau |
| Langstrecke          |                                          |                                          |                                          |
| Halbmarathon         | Philipp Forstner SV Blau-Gelb Groß-Gerau | Etienne Ramali SV Blau-Gelb Groß-Gerau   | Tobias Hecht RSV Blau-Weiß Gera          |
| Marathon             | Philipp Forstner SV Blau-Gelb Groß-Gerau | Tobias Hecht RSV Blau-Weiß Gera          | Jan Struwe Halstenbeker TS               |